# Cuica

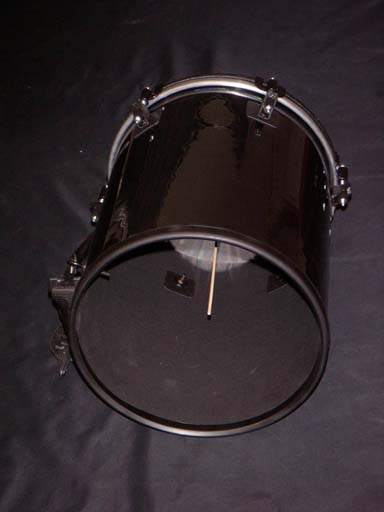
Cuica de fibra de vidrio

La cuica es un instrumento musical membranófono de fricción. 
La cuica de metal es la más común, pero puede ser de madera o, menos habitualmente, de fibra de vidrio. Se encaja un extremo de un palillo de bambú en la superficie inferior del parche.
El sonido de la cuica es producido tirando y empujando el palillo de bambú con un paño mojado. Presionando el parche con un dedo o con varios de la otra mano cerca del centro, se regula la altura del sonido.
La cuica fue llevada al Brasil por esclavos africanos (tal vez bantúes). Hoy en día, la cuica está muy popularizada en ese país americano, y es de uso general en las escuelas de samba durante el carnaval.
Otro instrumento similar (el lion roar) fue utilizado originalmente en África para la caza del león: el sonido que se produce puede ser muy parecido al rugido de la hembra, atrayéndose así al macho.